# يوكا ميازاكي (مغنية)
يوكا ميازاكي (باليابانية: 宮崎由加؛ بالكانا: みやざき ゆか) هي مغنية يابانية، ولدت في 2 أبريل 1994 في إيشيكاوا في اليابان.

## وصلات خارجية
- يوكا ميازاكي على موقع IMDb (الإنجليزية)
- يوكا ميازاكي على موقع ميوزك برينز (الإنجليزية)
- يوكا ميازاكي على موقع ديسكوغز (الإنجليزية)
- يوكا ميازاكي على موقع قاعدة بيانات الفيلم (الإنجليزية)